# Georg Gustav Fülleborn
 (janvier 2018).
Si vous disposez d'ouvrages ou d'articles de référence ou si vous connaissez des sites web de qualité traitant du thème abordé ici, merci de compléter l'article en donnant les références utiles à sa vérifiabilité et en les liant à la section « Notes et références ».
Georg Gustav Fülleborn est un écrivain prussien, né à Glogau (royaume de Prusse) le 2 mars 1769 et mort en février 1803. Il fut diacre de l'église luthérienne de sa ville natale, puis attaché au gymnase de Breslau. Il avait une profonde connaissance des langues anciennes, une érudition variée et un remarquable talent pour la critique littéraire.

## Principales œuvres
- Fragments pour servir à l'histoire de la philosophie (1791, 3 vol. in-8°), ouvrage remarquable et curieux.
- Contes populaires (1791-1793).
- Du dialecte silésien (1794, in-8°).
- Feuilles bigarrées (1795).
- Le Conteur de Breslau, recueil périodique commencé en 1800.
- Encyclopedia philologica (Breslau, 1803, in-8°).